# Кораблева (присілок)
Кораблева (рос. Кораблева) — присілок в Октябрському районі Курської області Російської Федерації.
Населення становить 109 осіб. Входить до складу муніципального утворення Катиринська сільрада.

## Історія
Населений пункт розташований на території українського етнічного та культурного краю Східна Слобожанщина.
Від 2004 року входить до складу муніципального утворення Катиринська сільрада.

## Населення
1. Н/Д[2]